# Савельев, Павел Харитонович
Павел Харитонович Савельев (1890—1929) — советский партийный и государственный деятель. Член РСДРП(б) с сентября 1917 г.
Родился в 1890 г. в деревне Болбыши Узумульской волости в семье рабочего-железнодорожника.
Рабочий. С августа 1917 г. — красногвардеец на Люберецком заводе сельскохозяйственного машиностроения. С 4 ноября 1917 по февраль 1918 г. начальник Красной гвардии Московского уезда. В 1918 г. сформировал 1-й Московский революционный отряд из красногвардейцев Московской губернии на борьбу с Калединым.
Делегат XI съезда РКП(б) 27.3 — 2.4.1922 с решающим голосом от Кременчугской партийной организации.
В 1923—1926 студент Всесоюзного Коммунистического Университета им. Я. М. Свердлова.
С 1926 года работал в Калуге: инструктор орготдела губкома ВКП(б), в 1927—1929 — ответственный секретарь Первого райкома ВКП(б) Калуги. С мая по 1 октября 1929 года — председатель Калужского губисполкома. После расформирования Калужской губернии — с октября 1929 председатель Калужского окружисполкома.
На XIV Всероссийском съезде Советов рабочих, крестьянских и красноармейских депутатов (10-18.05.1929) избран членом ВЦИК.
Умер 1 декабря 1929 года в Люберцах. Похоронен в Калуге.